# 2024-es önkormányzati választás Hajdúnánáson
A 2024-es önkormányzati választásokat június 9-én bonyolították le valamennyi magyar településen. Hajdúnánáson a rendszerváltás óta kilencedik alkalommal szavaztak a polgárok az önkormányzat összetételéről. Ez volt az első olyan önkormányzati választás, amelyet az Alaptörvény 11. módosítása óta együtt tartottak az az évi európai parlamenti választásokkal.
A 2020-as időközi választás alkalmával a képviselő-testületi többségét visszaszerző Fidesz-KDNP-vel szemben az immáron egyesületi formában rajthoz álló Összefogás Hajdúnánásért szövetség az előző választástól eltérően polgármester-jelöltet is állított a képviselőjelöltek mellett. A választáson a Mi Hazánk Mozgalom is indult, mind a 8 körzetben állítottak képviselőjelölteket.
A választáson az Összefogás Hajdúnánásért Egyesület győzött: a 2019-es választással megegyezően 4 egyéni és 2 listás mandátummal többséget szereztek a 11 fős testületben, a Fidesz-KDNP 5 mandátumot szerzett. Az egyesület elnöke, Bódi Judit pedig a város első női polgármestereként léphetett hivatalba október 1-jén.

## A választás rendszere
A települési önkormányzati választásokat az országosan megrendezett általános önkormányzati és európai parlamenti választások részeként tartották meg. A szavazók a helyi képviselők és a településük polgármestere mellett a vármegyei közgyűlések, valamint az Európai Parlament magyarországi képviselőire is ekkor adhatták le a szavazataikat. A választásokat 2024. június 9-én, vasárnap bonyolították le.
A települési képviselőket választókerületenként választhatták meg a polgárok. A település méretétől (lakóinak számától) függtek a választókerületek, s így a megválasztható képviselők száma is. A képviselők nagyjából négyötöde az egyéni választókerületekben nyerte el a megbízatását, míg egyötödük úgynevezett „kompenzációs”, azaz kiegyenlítő listán. A listákra közvetlenül nem lehetett szavazni. Az egyéni választókerületekben leadott, de képviselői helyet nem eredményező szavazatokat összesítették és ezeket a töredékszavazatokat osztották el arányosan a listák között.

### Választókerületek
| Választókerületek | Választókerületek | Választókerületek | Választókerületek |
| EVK               | Polgárok          | Jelölt            |                   |
| ----------------- | ----------------- | ----------------- | ----------------- |
| 01                | 1509              | 3                 |                   |
| 02                | 1670              | 3                 |                   |
| 03                | 1735              | 3                 |                   |
| 04                | 1749              | 3                 |                   |
| 05                | 1580              | 3                 |                   |
| 06                | 1626              | 3                 |                   |
| 07                | 1604              | 3                 |                   |
| 08                | 1728              | 3                 |                   |
| ∑                 | 13 201            | 24                |                   |

A képviselő-testület létszáma 2024-ben nem változott, maradt 11 fő (2019-hez képest immár ténylegesen is 11 fő, ugyanis Bódi Judit polgármester egyéni képviselői mandátumot is szerzett). A szabályok szerint a települési képviselő-testületek létszáma a település lakosságszámához igazodott. A város lakosságszáma 2023-ban 16.353 fő, míg a választópolgároké 13.201 fő volt.
A képviselők közül nyolcat az egyéni választókerületekben választhattak meg a polgárok, három fő a kompenzációs listákról nyerte el a mandátumot.
Tedej településrész a 8. választókerülethez tartozik 2010 óta.

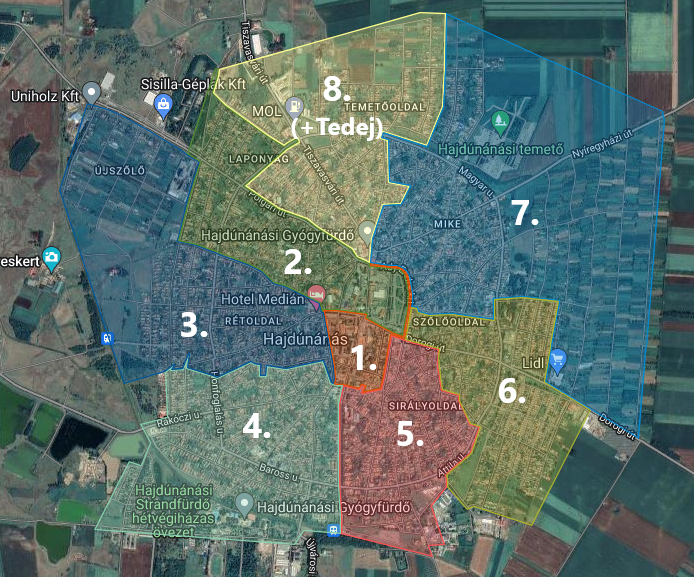
Hajdúnánás egyéni választókerületei 2010 óta

A polgármester-választás tekintetében a város egy választókerületet alkotott, így minden polgár szavazata egyenlő mértékben érvényesülhetett.

## Előzmények, kampány
A 2019-es választást követően az egyedüli polgármester-jelöltként induló Szólláth Tibor (Fidesz-KDNP) harmadik ciklusát egy kiegyenlített testület élén kezdte meg: a választáson ugyanis az együttműködő ellenzéki pártok a szavazatok 48%-át megszerezve azonos számú mandátumot szereztek, mint a Fidesz-KDNP (46%). A tárgyalások során a felek a bizottsági helyek egyenlő elosztásában állapodtak meg: ez azt jelentette, hogy két bizottságnak ellenzéki, míg kettőnek kormánypárti elnöke lett. Abban a bizottságban, ahol az ellenzék adta az elnököt, ott a kormánypárt adta a többséget, és fordítva. Szólláth Tibor egy főállású alpolgármesteri posztot ajánlott fel az Összefogásnak, ők azonban csak társadalmi megbízatású alpolgármestert tudtak jelölni Török István személyében. A polgármester emiatt ragaszkodott ahhoz, hogy ne kettő, hanem három társadalmi megbízatású alpolgármestert válasszon meg a testület, a kormánypártok dr. Csiszár Imrét és Nagyné Legény Ildikót jelölték. Emiatt azonban módosítás történt a bizottsági struktúrában is: a Művelődési, Oktatási, Ifjúsági és Sport Bizottság kikerült a paritásos megállapodás alól, így ott az ellenzék adta az elnököt Bódi Judit személyében és a többséget is. Ez a fajta rendszer mindössze fél évig, a koronavírus-járvány 2020. márciusi kitöréséig működött, amikor is a képviselő-testületek munkáját felfüggesztették, a polgármesterek egy személyben hozhatták meg a döntéseket. Bár Szólláth Tibor előzetesen úgy nyilatkozott, hogy nem hoz meg olyan döntéseket, amik a 6:6-os arány mellett nem mennének át a testületen, az ellenzék tiltakozása ellenére mégis úgy döntött, hogy az ellenzéki többségű MOISB támogatások megítéléséhez való jogkörét a 6:6-os arányú képviselő-testület hatáskörébe emeli. Júliusban már újra üléshezhetett a képviselő-testület, azonban már nem az addigi összetételben: június 16-án ugyanis elhunyt dr. Éles András, az Összefogás képviselője, a város korábbi polgármestere. Az 5-ös körzetben emiatt időközi választást kellett kiírni, melyet 2020. szeptember 20-án tartottak. A választáson négy jelölt indult: Kocsis Áron református lelkipásztor, a helyi Kőrösi Gimnázium hitéleti igazgatóhelyettese, aki független jelöltként indult el a Fidesz-KDNP támogatásával. Egy évvel korábban 10 szavazattal maradt alul Éles Andrással szemben. Az Összefogás Hajdúnánásért szövetség Szűcsné dr. Sebestyén Irén ügyvédet, a város korábbi jegyzőjét (2006-2010) támogatta, aki szintén független jelöltként indult. Először állított jelöltet a városban a Mi Hazánk és a Munkáspárt Jenei Gábor és Dobány László személyében. A kampány szokatlanul intenzív volt, ami eléggé felkorbácsolta az indulatokat a városban, a finisbe az országos média is beszállt. A részvétel ennek megfelelően igen magas, valamivel több, mint 50%-os volt. A választást végül Kocsis Áron nyerte, aki az eskütételekor úgy nyilatkozott, hogy a választást követő napon elhunyt Szabóné Marth Éva korábbi önkormányzati képviselő szellemiségét követve kíván dolgozni a testületben. Az új felállásnak megfelelően a kormánypárti többség átalakította a bizottsági struktúrát: minden bizottság fideszes többségű lett, a három helyett immár csak két bizottságnak maradt ellenzéki elnöke. 2020 novemberében a Covid-járvány miatt ismét felfüggesztették a képviselő-testületek működését, ez a szünet azonban jóval hosszabb volt: a képviselők csak 2021 júniusában térhettek vissza a testületi asztalhoz. A 2022-es országgyűlési választásokat követően Szólláth Tibor kezdeményezte Török István ellenzéki alpolgármester leváltását, melyet a testület kormánypárti többsége meg is szavazott. A polgármester bizalomhiánnyal indokolta döntését, melyet nagyrészt az időközi választás kampányára vezetett vissza. 2022 őszén Nagyné Legény Ildikó társadalmi megbízatásúból főállású alpolgármester lett, így ő lett a polgármester általános helyettesítője is. 2023. június 27-én elhunyt a 4-es körzet Fidesz-KDNP színeiben mandátumot szerzett képviselője, Ötvös János Attila. Egy nem sokkal korábban elfogadott jogszabály-módosítás miatt azonban a következő önkormányzati választás előtti egy évben már nem kerülhetett sor időközi választás megtartására. A megüresedett mandátum betöltésére a Fidesz-KDNP volt jogosult új képviselőt jelölni a 2019-es kompenzációs listájáról. A kormánypártok Tóth Imre mellett döntöttek, aki így 2019-es vereségét követően ismét a testület tagja lehetett, immár harmadik alkalommal. A korábban Ötvös Attila által vezetett Városfejlesztési Bizottság elnöke is ő lett. 2024 januárjában szintén a polgármester kezdeményezésére a kormánypárti többség leváltotta Bódi Juditot, mint a Pénzügyi és Ügyrendi Bizottság elnökét, így 2019 óta először lett ismét kormánypárti elnöke a bizottságnak Tóth Imre személyében. Tóth Imrét a Városfejlesztési Bizottság elnöki székében Dózsa Miklós váltotta. Innentől már csak egy bizottságnak, az Egészségügyi és Szociális Bizottságnak volt ellenzéki elnöke Bakó Sándor személyében.
A 2019-2024-es ciklus képviselői:
- Szólláth Tibor Zoltán polgármester (Fidesz-KDNP)
- Dr. Csiszár Imre alpolgármester (2. EVK., Fidesz-KDNP)
- Nagyné Legény Ildikó alpolgármester (8. EVK., Fidesz-KDNP)
- Oláh Miklós (1. EVK., DK-MSZP-Jobbik-Momentum-LMP-HESZE)
- Bakó Sándor (3. EVK., DK-MSZP-Jobbik-Momentum-LMP-HESZE)
- Ötvös János Attila (4. EVK., Fidesz-KDNP) (2023 júniusában elhunyt)
- Dr. Éles András (5. EVK., DK-MSZP-Jobbik-Momentum-LMP-HESZE) (2020 júniusában elhunyt)
- Kocsis Áron (5. EVK., Fidesz-KDNP) (2020 szeptemberétől)
- Dózsa Miklós (6. EVK., Fidesz-KDNP)
- Bódi Judit (7. EVK., DK-MSZP-Jobbik-Momentum-LMP-HESZE)
- Kállai Zsolt (kompenzációs lista, DK-MSZP-Jobbik-Momentum-LMP-HESZE)
- Török István (kompenzációs lista, DK-MSZP-Jobbik-Momentum-LMP-HESZE) (2019. november-2022. április között alpolgármester)
- Nagyné Juhász Krisztina (kompenzációs lista, Fidesz-KDNP)
- Tóth Imre (kompenzációs lista, Fidesz-KDNP) (2023 júliusától)

|      |                                   |           |           |
| Párt | Párt                              | Képviselő | Képviselő |
|      | DK-MSZP-Jobbik-Momentum-LMP-HESZE | 6         | 50%       |
|      | Fidesz-KDNP                       | 6         | 50%       |

|      |                                   |           |           |
| Párt | Párt                              | Képviselő | Képviselő |
|      | Fidesz-KDNP                       | 7         | 58,3%     |
|      | DK-MSZP-Jobbik-Momentum-LMP-HESZE | 5         | 41,7%     |

| Szervezetek                       | Képviselő-testületi helyek | Képviselő-testületi helyek | Képviselő-testületi helyek | Képviselő-testületi helyek | Képviselő-testületi helyek | Képviselő-testületi helyek | Képviselő-testületi helyek | Képviselő-testületi helyek |    | Σ  |
| Szervezetek                       | Képviselő-testületi helyek | Képviselő-testületi helyek | Képviselő-testületi helyek | Képviselő-testületi helyek | Képviselő-testületi helyek | Képviselő-testületi helyek | Képviselő-testületi helyek | Képviselő-testületi helyek | vk | Σ  |
| --------------------------------- | -------------------------- | -------------------------- | -------------------------- | -------------------------- | -------------------------- | -------------------------- | -------------------------- | -------------------------- | -- | -- |
| DK-MSZP-Jobbik-Momentum-LMP-HESZE |                            |                            |                            |                            |                            |                            |                            |                            | 4  | 6  |
| DK-MSZP-Jobbik-Momentum-LMP-HESZE |                            |                            |                            |                            |                            |                            |                            | 2                          |    | 6  |
| Fidesz-KDNP                       |                            |                            |                            |                            |                            |                            |                            |                            | 4  | 5  |
| Fidesz-KDNP                       |                            |                            |                            |                            |                            |                            |                            | 1                          |    | 5  |
| Összesen                          |                            |                            |                            |                            |                            |                            |                            |                            | 8  | 11 |
| Összesen                          | 3                          |                            |                            |                            |                            |                            |                            |                            |    | 11 |

| Szervezetek                       | Képviselő-testületi helyek | Képviselő-testületi helyek | Képviselő-testületi helyek | Képviselő-testületi helyek | Képviselő-testületi helyek | Képviselő-testületi helyek | Képviselő-testületi helyek | Képviselő-testületi helyek |    | Σ  |
| Szervezetek                       | Képviselő-testületi helyek | Képviselő-testületi helyek | Képviselő-testületi helyek | Képviselő-testületi helyek | Képviselő-testületi helyek | Képviselő-testületi helyek | Képviselő-testületi helyek | Képviselő-testületi helyek | vk | Σ  |
| --------------------------------- | -------------------------- | -------------------------- | -------------------------- | -------------------------- | -------------------------- | -------------------------- | -------------------------- | -------------------------- | -- | -- |
| Fidesz-KDNP                       |                            |                            |                            |                            |                            |                            |                            |                            | 5  | 6  |
| Fidesz-KDNP                       |                            |                            |                            |                            |                            |                            |                            | 1                          |    | 6  |
| DK-MSZP-Jobbik-Momentum-LMP-HESZE |                            |                            |                            |                            |                            |                            |                            |                            | 3  | 5  |
| DK-MSZP-Jobbik-Momentum-LMP-HESZE |                            |                            |                            |                            |                            |                            |                            | 2                          |    | 5  |
| Összesen                          |                            |                            |                            |                            |                            |                            |                            |                            | 8  | 11 |
| Összesen                          | 3                          |                            |                            |                            |                            |                            |                            |                            |    | 11 |

2023. szeptember 29-én Szólláth Tibor bejelentette, hogy nem indul újra a polgármesteri címért, visszavonul a politikától. Maga helyett alpolgármesterét, Nagyné Legény Ildikót ajánlotta a Fidesz-KDNP polgármester-jelöltjeként. 2024 áprilisában Nagyné Legény Ildikó bemutatta csapatát is. Tóth Imre kivételével minden hivatalban lévő fideszes képviselő újraindult körzetében, Nagyné Legény Ildikó helyett azonban új jelölt indult a 8-as körzetben. Korábban bejelentett visszavonulása ellenére Szólláth Tibor lett a Fidesz-KDNP kompenzációs listájának vezetője, Nagyné Legény Ildikó a lista második helyén indult.
2024. április 12-én Bódi Judit a közösségi oldalán közzétett videójában jelentette be, hogy az Összefogás Hajdúnánásért Egyesület jelöltjeként elindul a polgármester-választáson. Ezzel egyidőben jelentette be csapatát is: a hivatalban lévő képviselők Török István kivételével mind rajthoz álltak körzetükben, négy körzetben pedig új jelölteket indított az egyesület.
A választáson a Mi Hazánk mind a 8 körzetben állított képviselőjelölteket, ezzel együtt pedig kompenzációs listát is.

## Jelöltek
| Szervezet   | Szervezet                          | Szervezet   | Szervezet   | Polgár- mester- jelölt | Képviselőjelöltek     | Képviselőjelöltek  | Képviselőjelöltek        | Képviselőjelöltek  | Képviselőjelöltek  |
| Szervezet   | Szervezet                          | Szervezet   | Szervezet   | Polgár- mester- jelölt | Egyéni jelöltek száma | Kompenzációs lista | Kompenzációs lista       | Kompenzációs lista | Kompenzációs lista |
|             | neve                               | jellege     | hatóköre    | Polgár- mester- jelölt | Egyéni jelöltek száma | #.                 | neve                     | típusa             | jelöltek száma     |
| ----------- | ---------------------------------- | ----------- | ----------- | ---------------------- | --------------------- | ------------------ | ------------------------ | ------------------ | ------------------ |
|             | Mi Hazánk Mozgalom                 | párt        | országos    |                        | 8                     | 1.                 | Mi Hazánk                | önálló             | 8                  |
|             | Összefogás Hajdúnánásért Egyesület | társ.       | helyi       | ✓                      | 8                     | 2.                 | Összefogás Hajdúnánásért | önálló             | 9                  |
|             | Fidesz – Magyar Polgári Szövetség  | párt        | országos    | ✓                      | 8                     | 3.                 | Fidesz-KDNP              | közös              | 9                  |
|             | Kereszténydemokrata Néppárt        | párt        | országos    | ✓                      | 8                     | 3.                 | Fidesz-KDNP              | közös              | 9                  |
| 4 szervezet | 4 szervezet                        | 4 szervezet | 4 szervezet | 2                      | 24                    | 3 lista            | 3 lista                  | 3 lista            | 26                 |

### Képviselőjelöltek

#### Egyéni választókerületi jelöltek
|                          | Egyéni választókerületek | Egyéni választókerületek | Egyéni választókerületek | Egyéni választókerületek | Egyéni választókerületek | Egyéni választókerületek | Egyéni választókerületek | Egyéni választókerületek | ∑  |
| 01                       | 02                       | 03                       | 04                       | 05                       | 06                       | 07                       | 08                       |                          | ∑  |
| ------------------------ | ------------------------ | ------------------------ | ------------------------ | ------------------------ | ------------------------ | ------------------------ | ------------------------ | ------------------------ | -- |
| Mi Hazánk                |                          |                          |                          |                          |                          |                          |                          |                          | 8  |
| Összefogás Hajdúnánásért |                          |                          |                          |                          |                          |                          |                          |                          | 8  |
| Fidesz-KDNP              |                          |                          |                          |                          |                          |                          |                          |                          | 8  |
| Összesen                 | 3                        | 3                        | 3                        | 3                        | 3                        | 3                        | 3                        | 3                        | 24 |

Az egyéni választókerületekben az ott élő polgárok 1%-ának ajánlását kellett összegyűjteni. Egy választópolgár több jelöltet is ajánlhatott. Az ajánlások gyűjtésére 2024. április 20-tól május 6-ig állt lehetőség. Aláhúzva a hivatalban lévő körzeti képviselők. Ott, ahol nem indult el az addigi képviselő, ott az ő jelölő szervezete van aláhúzva.
| EVK-01 | EVK-01                               |
| ------ | ------------------------------------ |
|        | Uri Dénes Mihály Fidesz-KDNP         |
|        | Oláh Miklós Összefogás Hajdúnánásért |
|        | Nagy Levente Bence Mi Hazánk         |

| EVK-02 | EVK-02                                |
| ------ | ------------------------------------- |
|        | Záhonyi Antal Attila Mi Hazánk        |
|        | Kállai Zsolt Összefogás Hajdúnánásért |
|        | Dr. Csiszár Imre Fidesz-KDNP          |

| EVK-03 | EVK-03                               |
| ------ | ------------------------------------ |
|        | Bakó Sándor Összefogás Hajdúnánásért |
|        | Nagyné Juhász Krisztina Fidesz-KDNP  |
|        | Jenei Gábor Mi Hazánk                |

| EVK-04 | EVK-04                                 |
| ------ | -------------------------------------- |
|        | Nyakas Antal Mi Hazánk                 |
|        | Szabó Krisztina Fidesz-KDNP            |
|        | Legány András Összefogás Hajdúnánásért |

| EVK-05 | EVK-05                                     |
| ------ | ------------------------------------------ |
|        | Lukács Gáborné Mi Hazánk                   |
|        | Dr. Éles Viktória Összefogás Hajdúnánásért |
|        | Kocsis Áron Fidesz-KDNP                    |

| EVK-06 | EVK-06                                |
| ------ | ------------------------------------- |
|        | Hásás Zoltán Összefogás Hajdúnánásért |
|        | Németh Miklós Mi Hazánk               |
|        | Dózsa Miklós Fidesz-KDNP              |

| EVK-07 | EVK-07                              |
| ------ | ----------------------------------- |
|        | Lajtos Tamás Mi Hazánk              |
|        | Bódi Judit Összefogás Hajdúnánásért |
|        | Balogh-Tóth Zita Fidesz-KDNP        |

| EVK-08 | EVK-08                                 |
| ------ | -------------------------------------- |
|        | Záhonyi István Fidesz-KDNP             |
|        | Lukács Gábor Mi Hazánk                 |
|        | Kállai Miklós Összefogás Hajdúnánásért |

#### Kompenzációs listák
| Lista   | Lista                    | Listavezető           | Jelöltek száma |
| ------- | ------------------------ | --------------------- | -------------- |
|         | Mi Hazánk                | Lukács Gáborné        | 8              |
|         | Összefogás Hajdúnánásért | Bódi Judit            | 9              |
|         | Fidesz-KDNP              | Szólláth Tibor Zoltán | 9              |
| 3 lista | 3 lista                  |                       | 26             |

| \| Lista \| Lista \| # \| Jelölt \| EVK \| EVK \| \| ----- \| ------------------------ \| ----------------------- \| --------------------- \| --- \| --- \| \| \| Mi Hazánk \| 1. \| Lukács Gáborné \| 05 \| \| \| 2. \| Mi Hazánk \| Jenei Gábor \| 03 \| \| \| \| 3. \| Mi Hazánk \| Nyakas Antal \| 04 \| \| \| \| 4. \| Mi Hazánk \| Németh Miklós \| 06 \| \| \| \| 5. \| Mi Hazánk \| Lukács Gábor \| 08 \| \| \| \| 6. \| Mi Hazánk \| Záhonyi Antal Attila \| 02 \| \| \| \| 7. \| Mi Hazánk \| Nagy Levente Bence \| 01 \| \| \| \| 8. \| Mi Hazánk \| Lajtos Tamás \| 07 \| \| \| \| \| Összefogás Hajdúnánásért \| 1. \| Bódi Judit \| 07 \| \| \| 2. \| Összefogás Hajdúnánásért \| Oláh Miklós \| 01 \| \| \| \| 3. \| Összefogás Hajdúnánásért \| Bakó Sándor \| 03 \| \| \| \| 4. \| Összefogás Hajdúnánásért \| Kállai Zsolt \| 02 \| \| \| \| 5. \| Összefogás Hajdúnánásért \| Dr. Éles Viktória \| 05 \| \| \| \| 6. \| Összefogás Hajdúnánásért \| Kállai Miklós \| 08 \| \| \| \| 7. \| Összefogás Hajdúnánásért \| Legány András \| 04 \| \| \| \| 8. \| Összefogás Hajdúnánásért \| Hásás Zoltán \| 06 \| \| \| \| 9. \| Összefogás Hajdúnánásért \| Polyák János \| \| \| \| \| \| Fidesz-KDNP \| 1. \| Szólláth Tibor Zoltán \| \| \| \| 2. \| Fidesz-KDNP \| Nagyné Legény Ildikó \| \| \| \| \| 3. \| Fidesz-KDNP \| Dr. Csiszár Imre \| 02 \| \| \| \| 4. \| Fidesz-KDNP \| Buczkó József \| \| \| \| \| 5. \| Fidesz-KDNP \| Uri Dénes Mihály \| 01 \| \| \| \| 6. \| Fidesz-KDNP \| Nagyné Juhász Krisztina \| 03 \| \| \| \| 7. \| Fidesz-KDNP \| Szabó Krisztina \| 04 \| \| \| \| 8. \| Fidesz-KDNP \| Kocsis Áron \| 05 \| \| \| \| 9. \| Fidesz-KDNP \| Dózsa Miklós \| 06 \| \| \| \| \| \| \| \| \| \| |                          |                         |                       |     |     |
| - Aláhúzva a hivatalban lévő listás képviselők, illetve azok, akik ezen a választáson nem indultak el egyéni választókerületben. |                          |                         |                       |     |     |
| Lista | Lista                    | #                       | Jelölt                | EVK | EVK |
| | Mi Hazánk                | 1.                      | Lukács Gáborné        | 05  |     |
| 2. | Mi Hazánk                | Jenei Gábor             | 03                    |     |     |
| 3. | Mi Hazánk                | Nyakas Antal            | 04                    |     |     |
| 4. | Mi Hazánk                | Németh Miklós           | 06                    |     |     |
| 5. | Mi Hazánk                | Lukács Gábor            | 08                    |     |     |
| 6. | Mi Hazánk                | Záhonyi Antal Attila    | 02                    |     |     |
| 7. | Mi Hazánk                | Nagy Levente Bence      | 01                    |     |     |
| 8. | Mi Hazánk                | Lajtos Tamás            | 07                    |     |     |
| | Összefogás Hajdúnánásért | 1.                      | Bódi Judit            | 07  |     |
| 2. | Összefogás Hajdúnánásért | Oláh Miklós             | 01                    |     |     |
| 3. | Összefogás Hajdúnánásért | Bakó Sándor             | 03                    |     |     |
| 4. | Összefogás Hajdúnánásért | Kállai Zsolt            | 02                    |     |     |
| 5. | Összefogás Hajdúnánásért | Dr. Éles Viktória       | 05                    |     |     |
| 6. | Összefogás Hajdúnánásért | Kállai Miklós           | 08                    |     |     |
| 7. | Összefogás Hajdúnánásért | Legány András           | 04                    |     |     |
| 8. | Összefogás Hajdúnánásért | Hásás Zoltán            | 06                    |     |     |
| 9. | Összefogás Hajdúnánásért | Polyák János            |                       |     |     |
| | Fidesz-KDNP              | 1.                      | Szólláth Tibor Zoltán |     |     |
| 2. | Fidesz-KDNP              | Nagyné Legény Ildikó    |                       |     |     |
| 3. | Fidesz-KDNP              | Dr. Csiszár Imre        | 02                    |     |     |
| 4. | Fidesz-KDNP              | Buczkó József           |                       |     |     |
| 5. | Fidesz-KDNP              | Uri Dénes Mihály        | 01                    |     |     |
| 6. | Fidesz-KDNP              | Nagyné Juhász Krisztina | 03                    |     |     |
| 7. | Fidesz-KDNP              | Szabó Krisztina         | 04                    |     |     |
| 8. | Fidesz-KDNP              | Kocsis Áron             | 05                    |     |     |
| 9. | Fidesz-KDNP              | Dózsa Miklós            | 06                    |     |     |
| |                          |                         |                       |     |     |

### Polgármesterjelöltek
A polgármester jelöltséghez legalább 300 választópolgár ajánlása volt szükség, melyeket a képviselőjelöltekhez hasonlóan 2024. április 20-tól május 6-ig gyűjthettek a jelöltek.

A Fidesz-KDNP jelöltje Nagyné Legény Ildikó alpolgármester volt, míg az Összefogás színeiben Bódi Judit ellenzéki frakcióvezető indult, aki egy ciklus kihagyással 2002 óta önkormányzati képviselő.
| Jelölt               | Szervezet | Szervezet                |
| -------------------- | --------- | ------------------------ |
| Bódi Judit           |           | Összefogás Hajdúnánásért |
| Nagyné Legény Ildikó |           | Fidesz-KDNP              |

## A szavazás menete
A választást 2024. június 9-én, vasárnap bonyolították le. A választópolgárok reggel 6 órától kezdve adhatták le a szavazataikat, egészen a 19 órás urnazárásig.

### Részvétel
| A részvételi adatok napközbeni alakulása | A részvételi adatok napközbeni alakulása | A részvételi adatok napközbeni alakulása | A részvételi adatok napközbeni alakulása | A részvételi adatok napközbeni alakulása               |
| Időpont                                  | Szavazók                                 | Szavazók                                 | +/- 2019 óta(%p)                         | Legnagyobb/legkisebbrészvétel                          |
| Időpont                                  | fő                                       | %                                        | +/- 2019 óta(%p)                         | Legnagyobb/legkisebbrészvétel                          |
| ---------------------------------------- | ---------------------------------------- | ---------------------------------------- | ---------------------------------------- | ------------------------------------------------------ |
| 7:00                                     | 293                                      | 2,22%                                    | 1,32                                     | 11. számú szavazókör 3,12%5. számú szavazókör 1,52%    |
| 9:00                                     | 1361                                     | 10,30%                                   | 4,36                                     | 6. számú szavazókör 14,25%9. számú szavazókör 6,41%    |
| 11:00                                    | 2883                                     | 21,82%                                   | 8,37                                     | 6. számú szavazókör 28,73%8. számú szavazókör 17,49%   |
| 13:00                                    | 4383                                     | 33,17%                                   | 15,14                                    | 11. számú szavazókör 41,70%15. számú szavazókör 26,04% |
| 15:00                                    | 5721                                     | 43,30%                                   | 20,08                                    | 6. számú szavazókör 50,97%15. számú szavazókör 32,05%  |
| 17:00                                    | 6967                                     | 52,73%                                   | 23,97                                    | 6. számú szavazókör 60,21%15. számú szavazókör 40,92%  |
| 18:30                                    | 7592                                     | 57,46%                                   | 25,19                                    | 6. számú szavazókör 67,27%15. számú szavazókör 44,78%  |
| 19:00                                    | 7723                                     | 58,50%                                   | 25,51                                    | 6. számú szavazókör 67,62%15. számú szavazókör 46,35%  |

|                                  |                                  |        | jogosultakarányában | szavazókarányában |
| -------------------------------- | -------------------------------- | ------ | ------------------- | ----------------- |
| Választójogosult                 | Választójogosult                 | 13 201 |                     |                   |
| Szavazó                          | Szavazó                          | 7 723  | 58,50%              |                   |
| érvényes szavazólap              | érvényes szavazólap              | 7 543  | 57,14%              | 97,67%            |
| érvénytelen / hiányzó szavazólap | érvénytelen / hiányzó szavazólap | 180    | 1,36%               | 2,33%             |
| Távol maradó                     | Távol maradó                     | 5 478  | 41,50%              |                   |

## Eredmény[17]

### Képviselő-választások

#### Egyéni választókerületi eredmények
| Választókerületi eredmények | Választókerületi eredmények | Választókerületi eredmények | Választókerületi eredmények | Választókerületi eredmények | Választókerületi eredmények | Választókerületi eredmények | Választókerületi eredmények | Választókerületi eredmények |
| EVK                         | Jelölt                      | Jelölő szervezet(ek)        | Jelölő szervezet(ek)        | #.                          | Szavazat                    | Szavazat                    | Szavazat                    | Szavazat                    |
| EVK                         | Jelölt                      | Jelölő szervezet(ek)        | Jelölő szervezet(ek)        | #.                          | db                          | jog.%                       | szav.%                      | érv.%                       |
| --------------------------- | --------------------------- | --------------------------- | --------------------------- | --------------------------- | --------------------------- | --------------------------- | --------------------------- | --------------------------- |
| 01                          | Oláh Miklós                 |                             | Összefogás Hajdúnánásért    | 1.                          | 417                         | 27,63%                      | 50,73%                      | 51,74%                      |
| 01                          | Uri Dénes Mihály            |                             | Fidesz-KDNP                 | 2.                          | 347                         | 23%                         | 42,21%                      | 43,05%                      |
| 01                          | Nagy Levente Bence          |                             | Mi Hazánk                   | 3.                          | 42                          | 2,78%                       | 5,11%                       | 5,21%                       |
| 02                          | Dr. Csiszár Imre            |                             | Fidesz-KDNP                 | 1.                          | 486                         | 29,11%                      | 52,37%                      | 53,11%                      |
| 02                          | Kállai Zsolt                |                             | Összefogás Hajdúnánásért    | 2.                          | 374                         | 22,40%                      | 40,30%                      | 40,87%                      |
| 02                          | Záhonyi Antal Attila        |                             | Mi Hazánk                   | 3.                          | 55                          | 3,29%                       | 5,93%                       | 6,01%                       |
| 03                          | Nagyné Juhász Krisztina     |                             | Fidesz-KDNP                 | 1.                          | 513                         | 29,57%                      | 48,17%                      | 49%                         |
| 03                          | Bakó Sándor                 |                             | Összefogás Hajdúnánásért    | 2.                          | 457                         | 26,34%                      | 42,91%                      | 43,65%                      |
| 03                          | Jenei Gábor                 |                             | Mi Hazánk                   | 3.                          | 77                          | 4,44%                       | 7,23%                       | 7,35%                       |
| 04                          | Legány András               |                             | Összefogás Hajdúnánásért    | 1.                          | 435                         | 24,87%                      | 45,98%                      | 47,13%                      |
| 04                          | Szabó Krisztina             |                             | Fidesz-KDNP                 | 2.                          | 408                         | 23,33%                      | 43,13%                      | 44,20%                      |
| 04                          | Nyakas Antal                |                             | Mi Hazánk                   | 3.                          | 80                          | 4,57%                       | 8,46%                       | 8,67%                       |
| 05                          | Kocsis Áron                 |                             | Fidesz-KDNP                 | 1.                          | 469                         | 29,68%                      | 50,21%                      | 51,43%                      |
| 05                          | Dr. Éles Viktória           |                             | Összefogás Hajdúnánásért    | 2.                          | 409                         | 25,89%                      | 43,79%                      | 44,85%                      |
| 05                          | Lukács Gáborné              |                             | Mi Hazánk                   | 3.                          | 34                          | 2,15%                       | 3,64%                       | 3,73%                       |
| 06                          | Hásás Zoltán                |                             | Összefogás Hajdúnánásért    | 1.                          | 546                         | 33,58%                      | 51,75%                      | 52,80%                      |
| 06                          | Dózsa Miklós                |                             | Fidesz-KDNP                 | 2.                          | 431                         | 26,51%                      | 40,85%                      | 41,68%                      |
| 06                          | Németh Miklós               |                             | Mi Hazánk                   | 3.                          | 57                          | 3,51%                       | 5,40%                       | 5,51%                       |
| 07                          | Bódi Judit                  |                             | Összefogás Hajdúnánásért    | 1.                          | 542                         | 33,79%                      | 54,58%                      | 55,76%                      |
| 07                          | Balogh-Tóth Zita            |                             | Fidesz-KDNP                 | 2.                          | 384                         | 23,94%                      | 38,67%                      | 39,51%                      |
| 07                          | Lajtos Tamás                |                             | Mi Hazánk                   | 3.                          | 46                          | 2,87%                       | 4,63%                       | 4,73%                       |
| 08                          | Záhonyi István              |                             | Fidesz-KDNP                 | 1.                          | 453                         | 26,22%                      | 46,32%                      | 47,53%                      |
| 08                          | Kállai Miklós               |                             | Összefogás Hajdúnánásért    | 2.                          | 441                         | 25,52%                      | 45,09%                      | 46,27%                      |
| 08                          | Lukács Gábor                |                             | Mi Hazánk                   | 3.                          | 59                          | 3,41%                       | 6,03%                       | 6,19%                       |

| EVK            | Megválasztott képviselő | Megválasztott képviselő | Megválasztott képviselő  | Szavazat | Szavazat | Szavazat | Szavazat | Előny a 2. előtt (%p) |
| EVK            | név                     | szervezet(ek)           | szervezet(ek)            | db       | jog.%    | szav.%   | érv.%    | Előny a 2. előtt (%p) |
| -------------- | ----------------------- | ----------------------- | ------------------------ | -------- | -------- | -------- | -------- | --------------------- |
| 01             | Oláh Miklós             |                         | Összefogás Hajdúnánásért | 417      | 27,63%   | 50,73%   | 51,74%   | 8,69                  |
| 02             | Dr. Csiszár Imre        |                         | Fidesz-KDNP              | 486      | 29,11%   | 52,37%   | 53,11%   | 12,24                 |
| 03             | Nagyné Juhász Krisztina |                         | Fidesz-KDNP              | 513      | 29,57%   | 48,17%   | 49%      | 5,35                  |
| 04             | Legány András           |                         | Összefogás Hajdúnánásért | 435      | 24,87%   | 45,98%   | 47,13%   | 2,93                  |
| 05             | Kocsis Áron             |                         | Fidesz-KDNP              | 469      | 29,68%   | 50,21%   | 51,43%   | 6,58                  |
| 06             | Hásás Zoltán            |                         | Összefogás Hajdúnánásért | 546      | 33,58%   | 51,75%   | 52,80%   | 11,12                 |
| 07             | Bódi Judit              |                         | Összefogás Hajdúnánásért | 542      | 33,79%   | 54,58%   | 55,76%   | 16,25                 |
| 08             | Záhonyi István          |                         | Fidesz-KDNP              | 453      | 26,22%   | 46,32%   | 47,53%   | 1,26                  |
| Összesen/átlag | Összesen/átlag          | Összesen/átlag          | Összesen/átlag           | 3861     | 29,31%   | 50,01%   | 51,06%   |                       |

#### Kompenzációs listás eredmények
A kompenzációs listák között azokat a szavazatokat osztották szét, amelyeket olyan jelöltek kaptak, akik nem nyertek, s így ezek a szavazatok nem eredményezek képviselői megbízatást. Az így nyert töredékszavazatok a listát állító szervezetek között arányosan osztották el.
Mindhárom lista átlépte az 5 és 10%-os küszöböt, viszont a Mi Hazánk nem gyűjtött elég szavazatot a mandátumszerzéshez.
| Lista | Lista                    | Töredék szavazat | Képviselő |
| ----- | ------------------------ | ---------------- | --------- |
|       | Mi Hazánk                | 450              | 0         |
|       | Összefogás Hajdúnánásért | 1681             | 2         |
|       | Fidesz-KDNP              | 1570             | 1         |

#### Összesítés

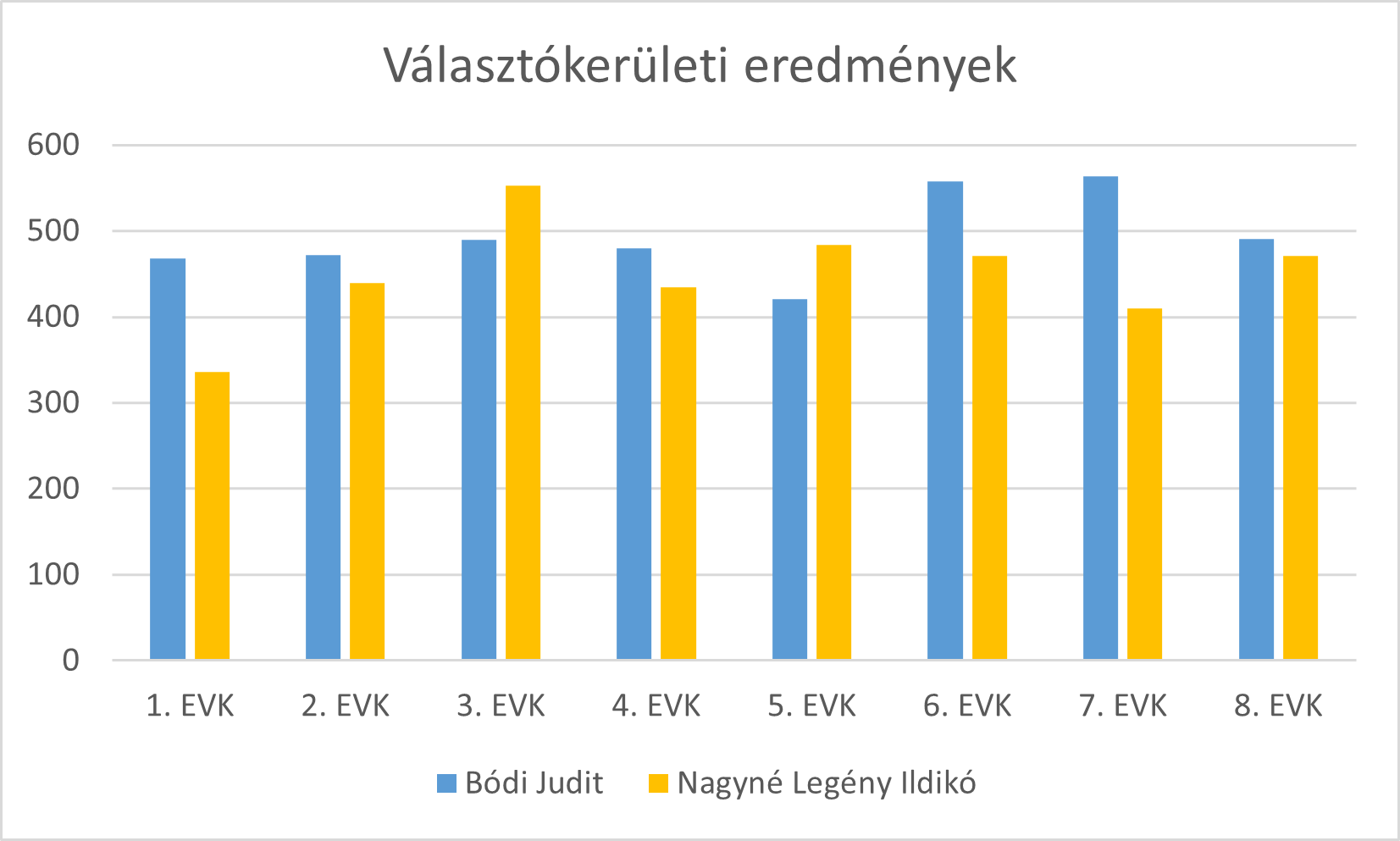
Választókerületekre lebontott eredmény

| Szervezet    | Szervezet                | Érvényes szavazat | Érvényes szavazat | Képviselő | Képviselő |
| ------------ | ------------------------ | ----------------- | ----------------- | --------- | --------- |
|              | Összefogás Hajdúnánásért | 3621              | 47,88%            | 6         | 54,6%     |
|              | Fidesz-KDNP              | 3491              | 46,17%            | 5         | 45,4%     |
|              | Mi Hazánk                | 450               | 5,95%             | 0         | -         |
| Összesen     | Összesen                 | 7562              |                   | 11        |           |
| \| 6 \| 5 \| |                          |                   |                   |           |           |
| 6            | 5                        |                   |                   |           |           |

### Polgármester-választás
| Bódi Judit |                      |
|            |                      |
|            | Nagyné Legény Ildikó |

| \| Polgármester-választás \| Polgármester-választás \| Polgármester-választás \| Polgármester-választás \| Polgármester-választás \| \| ---------------------- \| ---------------------- \| ---------------------- \| ---------------------- \| ---------------------- \| \| Jelöltek \| \| \| szavazat \| \| \| Bódi Judit \| Bódi Judit \| \| 3944 \| 3944 \| \| Nagyné Legény Ildikó \| Nagyné Legény Ildikó \| \| 3599 \| 3599 \| \| \| \| \| \| \| |                      |  |          |      |
| Polgármester-választás |                      |  |          |      |
| Jelöltek |                      |  | szavazat |      |
| Bódi Judit | Bódi Judit           |  | 3944     | 3944 |
| Nagyné Legény Ildikó | Nagyné Legény Ildikó |  | 3599     | 3599 |
| |                      |  |          |      |

| Polgármester-választás | Polgármester-választás | Polgármester-választás | Polgármester-választás | Polgármester-választás |
| ---------------------- | ---------------------- | ---------------------- | ---------------------- | ---------------------- |
| Jelöltek               |                        |                        | szavazat               |                        |
| Bódi Judit             | Bódi Judit             |                        | 3944                   | 3944                   |
| Nagyné Legény Ildikó   | Nagyné Legény Ildikó   |                        | 3599                   | 3599                   |
|                        |                        |                        |                        |                        |

## A megválasztott önkormányzat
|          |                          |           |           |
| Párt     | Párt                     | Képviselő | Képviselő |
|          | Összefogás Hajdúnánásért | 6         | 54,6%     |
|          | Fidesz–KDNP              | 5         | 45,4%     |
| Összesen | Összesen                 | 11        |           |

| Polgármester             | Polgármester | Polgármester             | Polgármester             | Polgármester             | Polgármester             | Polgármester             | Polgármester             | Polgármester             | Polgármester |
| ------------------------ | ------------ | ------------------------ | ------------------------ | ------------------------ | ------------------------ | ------------------------ | ------------------------ | ------------------------ | ------------ |
| Bódi Judit               |              | Összefogás Hajdúnánásért | Összefogás Hajdúnánásért | Összefogás Hajdúnánásért | Összefogás Hajdúnánásért | Összefogás Hajdúnánásért | Összefogás Hajdúnánásért | Összefogás Hajdúnánásért | –            |
| Képviselő-testület       |              |                          |                          |                          |                          |                          |                          |                          |              |
| Szervezet                | Képviselő    | Képviselő                | Képviselő                | Képviselő                | Képviselő                | Képviselő                | Képviselő                | Képviselő                | ± 2020 óta   |
| Összefogás Hajdúnánásért |              |                          |                          |                          |                          |                          | 6                        | 54,6%                    | +1           |
| Fidesz-KDNP              |              |                          |                          |                          |                          |                          | 5                        | 45,4%                    | -1           |
| Összesen                 |              |                          |                          |                          |                          |                          | 11                       |                          |              |

| EVK         | 01          | 02               | 03                      | 04             |
| ----------- | ----------- | ---------------- | ----------------------- | -------------- |
| Képviselő   | Oláh Miklós | Dr. Csiszár Imre | Nagyné Juhász Krisztina | Legány András  |
| Szervezet   |             |                  |                         |                |
| Összefogás  | Fidesz–KDNP | Fidesz–KDNP      | Összefogás              |                |
|             |             |                  |                         |                |
| EVK         | 05          | 06               | 07                      | 08             |
| Képviselő   | Kocsis Áron | Hásás Zoltán     | Bódi Judit              | Záhonyi István |
| Szervezet   |             |                  |                         |                |
| Fidesz–KDNP | Összefogás  | Összefogás       | Fidesz–KDNP             |                |

| Szervezet | Szervezet   | Képviselő            |
| --------- | ----------- | -------------------- |
|           | Fidesz–KDNP | Nagyné Legény Ildikó |
|           | Összefogás  | Kállai Zsolt         |
|           | Összefogás  | Kállai Miklós        |

## A választás után
A választáson több rekord is megdőlt: soha annyian nem vettek részt az önkormányzati választáson a városban, mint 2024-ben, ugyanis a választópolgárok 58,5%-a járult az urnákhoz, ez több, mint 10 százalékponttal magasabb, mint a korábbi, 2006-os részvételi rekord. Ennek oka lehet a kiélezett helyi kampány, illetve az országos politika felpezsdülése az önkormányzatival együtt tartott európai parlamenti választás kapcsán. Több körzetben a 60%-ot is meghaladta a részvétel. Ez magával hozta azt, hogy korábbi szavazatszám-rekordok is megdőltek mind a polgármester- mind a képviselő-választásokon. A választást az Összefogás Hajdúnánásért Egyesület nyerte, a képviselői szavazatok 48%-át megszerezve 6 fővel többségbe került a testületben, míg a Fidesz-KDNP 46%-kal kisebbségbe került. Bódi Judit a szavazatok 52%-ával aratott győzelmet a polgármester-választáson, így ő lett a település első női vezetője. 2002 óta ez volt az első alkalom, hogy a Fidesszel szembeni oldal a polgármesteri széket és a testületi többséget is meg tudta szerezni. A legszorosabb eredmény a 8-as körzetben született, ahol Záhonyi István (Fidesz-KDNP) 12 szavazattal előzte meg Kállai Miklóst (Összefogás Hajdúnánásért). A megválasztott képviselők a megbízóleveleket június 20-án vették át. Mivel Szólláth Tibor lemondott listás mandátumáról, ezért azt Nagyné Legény Ildikó vette át. Bódi Judit polgármester a képviselő-testület október 4-i alakuló ülésén jelentette be, hogy Bakó Sándor egészségügyi okok miatt szeptember végén lemondott listás mandátumáról, így azt Kállai Miklós vette át. Új képviselőként került be a testületbe Hásás Zoltán, Kállai Miklós, Legány András és Záhonyi István. Szólláth Tibor 22, Bakó Sándor, Dózsa Miklós és Török István 5, míg Tóth Imre 1 év után távozott a testületből. Török István a rendszerváltás óta összesen 25, míg Tóth Imre 10 évig volt önkormányzati képviselő. Bódi Judit polgármester október 1-jén lépett hivatalba. Első munkanapján az átadás-átvétel feladatai mellett egy munkacsoport létrehozásáról is döntött, melynek feladata az önkormányzat tulajdonában lévő Kendereskert állapotának felmérése volt. Az alakuló ülésen Bódi Judit egy újfajta struktúrára és munkamegosztásra tett javaslatot: ennek lényege, hogy a képviselők is nagyobb részt vállaljanak a feladatokból, a város működtetéséből. Ennek értelmében a testület egy társadalmi megbízatású alpolgármestert, két tanácsnokot választott a testület. A korábbi 4 bizottság helyett 2 alakult: a Jogi, Pénzügyi és Városfejlesztési Bizottság (6 fő), valamint a Stratégiai és Intézménykoordinációs Bizottság (5 fő). Ezek a bizottságok a korábbi gyakorlattal szemben sokkal szélesebb döntési jogkört kaptak, így ezekben a kérdésekben már nem a képviselő-testület fog döntést hozni. Előbbi bizottságban az elnöki és elnökhelyettesi tisztséget, valamint a 4:2-es arányú többséget az Összefogás tagjai töltik be. Utóbbi bizottságban az elnöki és elnökhelyettesi tisztséget a Fidesz-KDNP képviselői töltik be, míg a tagok aránya: 2 fő Fidesz-KDNP, 2 fő Összefogás és 1 fő TISZA Párt (nem képviselő [külsős] tagként). Emellett egy Tényfeltáró Szakértői Munkacsoport is alakult dr. Éles Viktória vezetésével, melynek feladata az önkormányzat 2010–2024 közötti gazdálkodásának, városfejlesztési döntéseinek átvizsgálása lesz. A munkacsoportba 2 főt az Összefogás, 1 főt a Fidesz-KDNP delegált. Oláh Miklóst (Összefogás) választották meg a képviselők társadalmi megbízatású alpolgármesternek, aki 2002–2010 között már betöltötte ezt a pozíciót. A testület Nagyné Juhász Krisztinát (Fidesz-KDNP) közbiztonsági, míg Hásás Zoltánt (Összefogás) városüzemeltetési tanácsnoknak választotta meg. A tiszteletdíjak is az újfajta munkamegosztásnak megfelelően alakulnak: az önkormányzati képviselőknek és bizottsági tagoknak alapvetően nem jár tiszteletdíj, hanem csak azoknak, akik valamilyen plusz munkát vállalnak. Ennek értelmében a polgármesteren és alpolgármesteren kívül a tanácsnokoknak, a bizottságok elnökeinek és elnökhelyetteseinek, valamint a munkacsoport tagjainak jár tiszteletdíj. Nagyné Legény Ildikó az október 31-i testületi ülésen tette le képviselői esküjét, mivel az alakuló ülésen nem tudott részt venni. Ugyanennek az ülésnek a végén azonban bejelentette, hogy lemond képviselői mandátumáról, mivel olyan álláslehetőséget kapott, amivel az összeférhetetlen. A listás mandátum betöltésére a Fidesz-KDNP Dózsa Miklóst jelölte, aki így júniusi vereségét követően ismét a testület tagja lehet.